# Bänkskuddagille

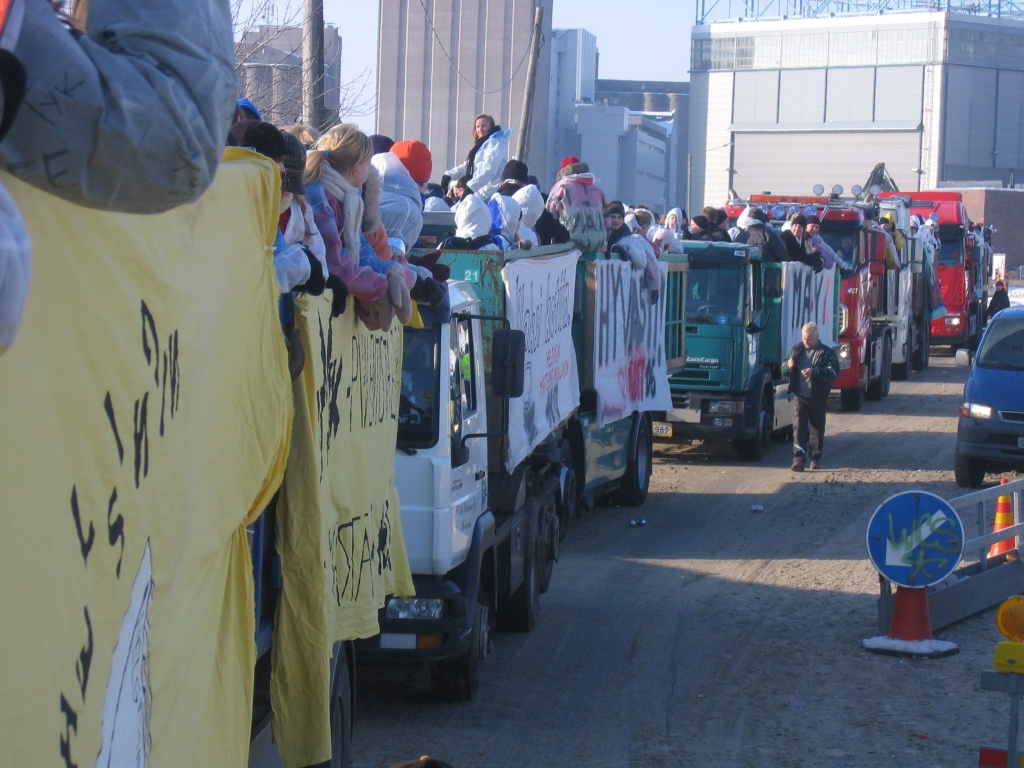
Lastbilar i rad på bänkskuddagille 16 februari 2006.

Bänkskuddagille eller bänkskuddardagen, också kallad penkis är en finländsk traditionell karnevalliknande fest, som ordnas i februari i samband med att abiturienterna slutar det egentliga skolarbetet i skolorna, för att börja sitt läslov inför studentexamen. Den vanligaste benämningen bland svenskspråkiga elever är penkis, som är en förkortning av det finska ordet penkinpainajaiset.
Efter bänkskuddardagen har abiturienterna framför sig studentexamen med skriftliga prov i olika ämnen. Traditionerna kring abiturienternas skolavslutning var fram till 1930-talet rätt enkla. Från 1930-talet finns uppgifter att abiturienterna åkte runt i släde eller lastbilar. Slädturerna slutade i restauranger  eller med en fest hemma hos någon elev. Vanligtvis ordnades också en abiturientbal under vårterminen. 
Den nuvarande traditionen att man kör runt med lastbil och kastar godis fick sin början efter krigstiden. Det är även vanligt att abiturienterna målar stora plakat på lastbilarna. Denna sed blev allt vanligare under 1950-talet. Plakaten är avsedda att ge information om skolan samt att underhålla förbipasserande. Vanligtvis handlar det om karikatyrer med aktuella motiv, som anpassats till skolvärlden.
Bänkskuddagillena har numera fått många karnevalliknande drag, där den rådande ordningen och skolans värderingar ifrågasätts med oväsen och festande. Det har lett till att många gymnasier infört restriktioner, t.ex. gällande alkoholanvändningen. När det gäller de mera etablerade formerna för firandet har olika gymnasier utvecklat sina egna traditioner. I de flesta skolor är det numera vanligt att abiturienterna bär en maskeraddräkt. I vissa skolor är kostymerna relaterade till ett förutbestämt tema eller ämne, medan det i andra skolor är mer fritt att klä ut sig till vad som helst.
Sedan 1970-talet firar många skolor bänkskuddagille med en båtkryssning. I många skolor ”betygsätter” eleverna sina lärare, t.ex. genom att imitera och parodiera dem eller presentera specialskrivna sånger om dem.
Nästa dag efter bänkskuddagillet är det vanligt att skolans nu äldsta klass ordnar en så kallad de äldstes dag, också kallad de gamlas dag, där man vanligtvis klär sig fint och dansar.